# La Vall d'en Bas
La Vall d'en Bas és un municipi de la comarca de la Garrotxa, a les Comarques Gironines. És a la capçalera del riu Fluvià, voltat per les serres del Corb, de Sant Miquel, de Llancers i pel Puigsacalm (1.515 m). Castanyers, roures, alzines i fagedes són els principals arbres que es troben en el seu territori. L'economia de la Vall d'en Bas és l'agricultura majorment de secà i especialment de blat de moro, el regadiu consta de fruites i hortalisses. Ramaderia bovina, ovina i porcina amb indústria relacionada d'embotits. Té un gran turisme residencial.
Aquest municipi es va formar el 1968 per fusió dels quatre antics municipis de Sant Privat d'en Bas, La Pinya, Sant Esteve d'en Bas i Joanetes. La capital és Sant Esteve d'en Bas.

## Geografia
- Llista de topònims de la Vall d'en Bas (Orografia: muntanyes, serres, collades, indrets..; hidrografia: rius, fonts...; edificis: cases, masies, esglésies, etc).

| Entitat de població    | Habitants (2023) |
| Sant Esteve d'en Bas   | 1.548            |
| Sant Privat d'en Bas   | 1.112            |
| Sant Esteve d'en Bas   | 1.023            |
| el Mallol              | 639              |
| Joanetes               | 319              |
| els Hostalets d'en Bas | 211              |
| la Pinya               | 154              |
| Puigpardines           | 127              |
| Vilallonga             | 114              |
| l'Esquerra del Fluvià  | 80               |
| la Serra               | 63               |
| la Dreta del Fluvià    | 32               |
| el Mercadal            | 25               |
| Falgars d'en Bas       | 9                |
| la Pinya               |                  |
| Joanetes               |                  |
| Sant Privat d'en Bas   |                  |
| Font: Idescat          |                  |

## Indrets d'interès

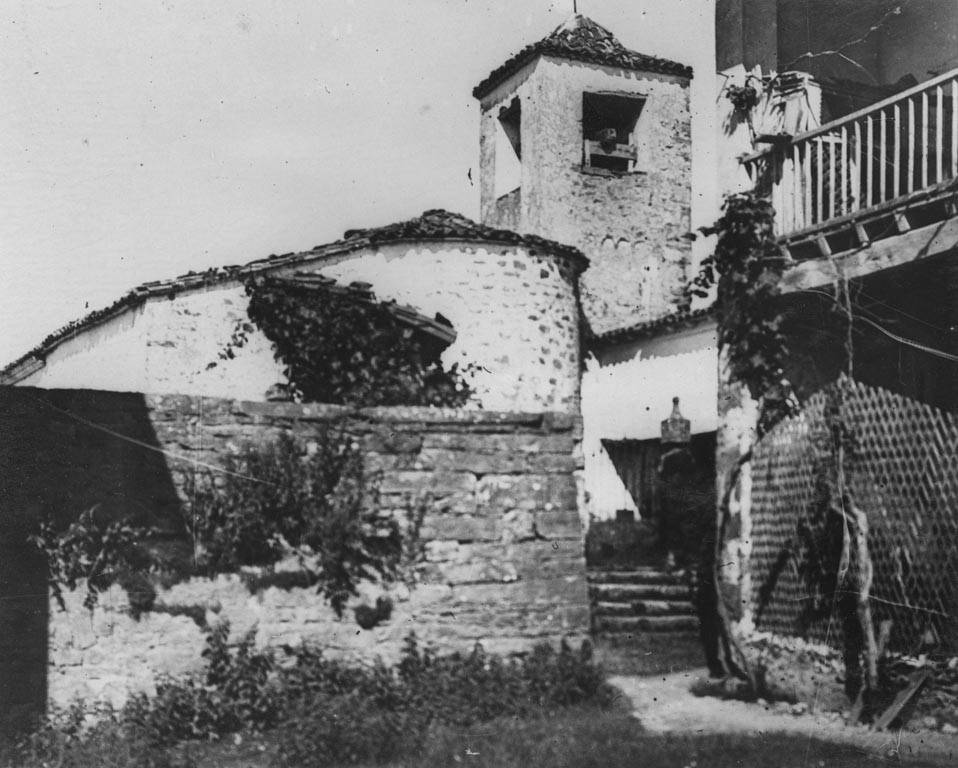
Església de Sant Pere de Falgars entre 1890 i 1923

- Vila del Mallol. Catalogada de conjunt històric artístic.
- Nucli dels Hostalets d'en Bas. Catalogat de conjunt històric artístic.
- Església de Sant Pere de Falgars. Segle XI.
- Església de Sant Esteve d'en Bas. Segle XII.
- Església de Sant Privat. Any 1017.
- Església de Santa Maria de la Pinya. Segle X, consagrada per l'abat Oliba l'any 1022.
- Església Sant Romà de Joanetes. Segle XII.
- Església de Sant Joan dels Balbs. Segle X.
- Antic monestir de Santa Maria de Puigpardines. Segle XII.
- Ermita de Sant Quintí d'en Bas. Finals del segle x.
- Ermita de Sant Miquel de Castelló.

## Demografia
| 1497 | 1515 | 1553 | 1787  | 1887  | 1900  | 1920  | 1950  | 1970  | 2010  | 2024  |
| 162  | 146  | 134  | 4.174 | 4.554 | 4.188 | 4.664 | 3.830 | 3.409 | 2.833 | 3.219 |

El primer cens és del 1970 després de la fusió de Sant Esteve d'en Bas, Joanetes, Sant Privat d'en Bas i la Pinya. Les dades anteriors són la suma dels antics municipis.

## Educació
Llar d'Infants (0-3 anys)
- Llar d'infants municipal "els Gínjols".

Llar d'Infants (3-6 anys)
- Parvulari de Sant Esteve d'en Bas
- Escola Verntallat

Primària
- Escola Verntallat

## Ciutadans il·lustres
- Francesc de Verntallat
- Josep Estartús i Aiguabella
- Francesc Gay i Coll (1887-1936), rector de La Pinya
- Mercè Bayona i Codina (1903-1972), poetessa